# Krumhermsdorf

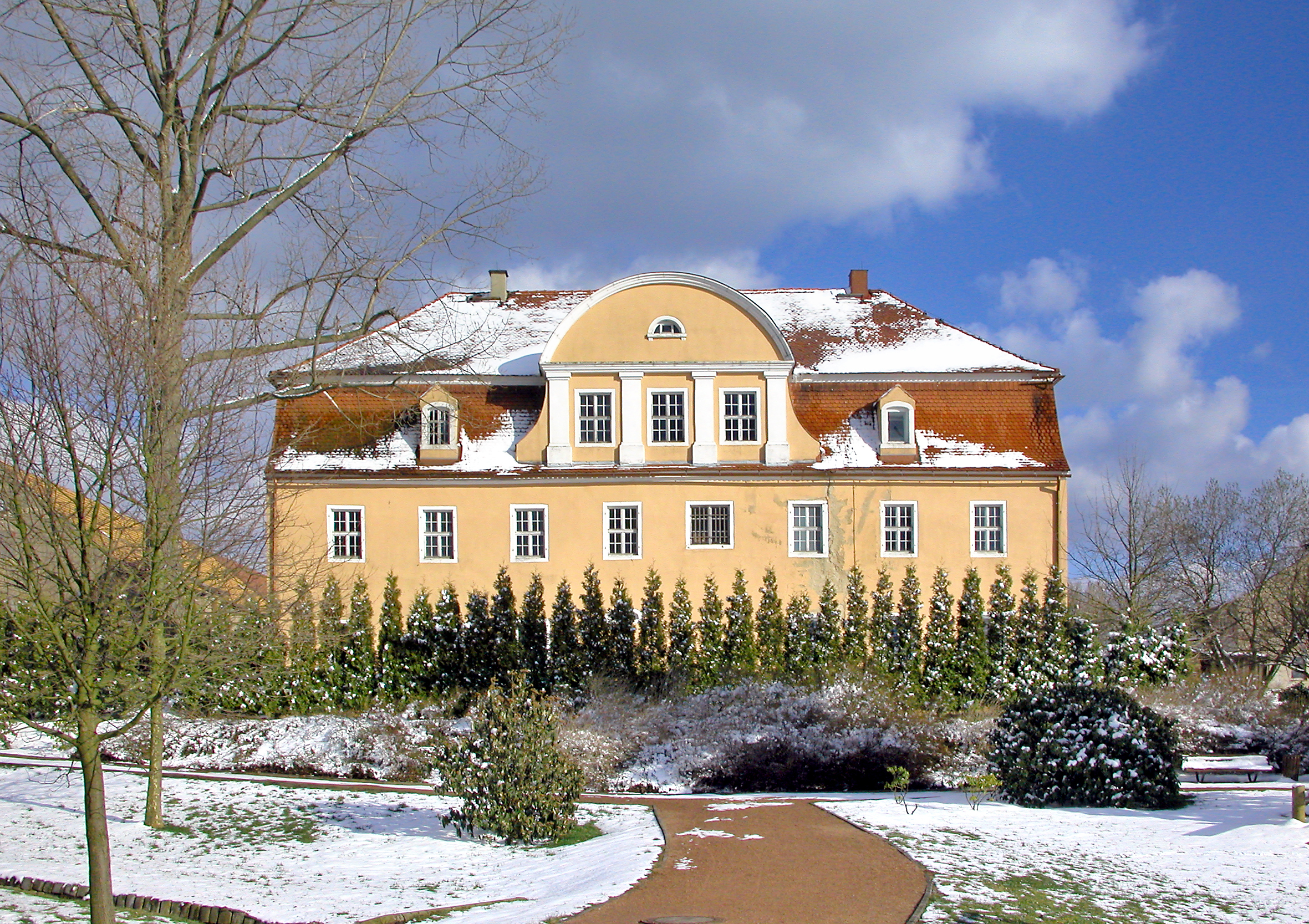
Herrenhaus des einstigen Ritterguts Krumhermsdorf

Krumhermsdorf ist ein Ortsteil von Neustadt in Sachsen im Landkreis Sächsische Schweiz-Osterzgebirge.

## Geographie
Krumhermsdorf liegt östlich der sächsischen Landeshauptstadt Dresden im Übergangsbereich von Lausitzer Bergland und Sächsischer Schweiz. Es befindet sich im Süden der Stadt Neustadt in Sachsen und damit im Nordosten des Landkreises Sächsische Schweiz-Osterzgebirge. Das Waldhufendorf liegt in einem flachen Tal am Oberlauf des Schwarzbachs, der am östlich von Krumhermsdorf gelegenen Ungerberg (537,2 m ü. NHN) entspringt und in die Sebnitz entwässert. Der Dorfkern von Krumhermsdorf befindet sich im Zentrum der 503 Hektar großen Flur; an deren westlichem Rand liegt die Streusiedlung Neuhäuser entlang der gleichnamigen Straße. Teile der Gemarkung Krumhermsdorf besonders im Norden und Osten sind bewaldet; die Fluren unmittelbar um die Ortslage werden größtenteils landwirtschaftlich genutzt.
An die Gemarkung Krumhermsdorf grenzen die Neustädter Ortsteile Polenz im Nordwesten, Neustadt im Norden, Langburkersdorf im Nordosten und Rugiswalde im äußersten Osten an. Südöstlich benachbart ist der Sebnitzer Ortsteil Schönbach. Zudem grenzen die Hohnsteiner Ortsteile Ulbersdorf im Süden sowie Ehrenberg im Westen an.
Die wichtigste Straße auf Krumhermsdorfer Flur ist die Hohnsteiner Straße, die als Staatsstraße 156 von Neustadt in Sachsen nach Hohnstein führt und den Ort nördlich umgeht. Die Ortslage selbst wird vorwiegend durch die Hauptstraße erschlossen, die als Kreisstraße 8725 bzw. 8727 von Ehrenberg über Krumhermsdorf nach Neustadt verläuft. Von ihr zweigt in Krumhermsdorf als weitere wichtige Straße die Schönbacher Straße ab, die nach Schönbach führt. Krumhermsdorf ist an das Busnetz des Regionalverkehrs Sächsische Schweiz-Osterzgebirge (RVSOE) angeschlossen. Unmittelbar nordöstlich des Ortes befindet sich der höchstgelegene Haltepunkt der Bahnstrecke Bautzen–Bad Schandau.